# Curtain Call
「Curtain Call」（カーテンコール）は、Dragon Ash通算4枚目の配信限定シングル。2014年1月22日よりMOB SQUADから配信。

## 解説
- 『THE FACES』からのリカット。
- フジテレビ系金曜ドラマ『天誅〜闇の仕置人〜』主題歌。

## 収録曲
作詞：Kj　作曲・編曲：Dragon Ash
1. Curtain Call